# Estación Villa Real
Villa Real fue una estación ferroviaria perteneciente al ramal Sáenz Peña - Villa Luro, que conectaba al Ferrocarril Buenos Aires al Pacífico (actual San Martín) con el Ferrocarril Oeste (actual Sarmiento).
Era la estación intermedia más importante del ramal, la única con edificio y andenes considerables (el resto eran apeaderos) y sus casi 30 años de existencia fueron claves para el origen del barrio porteño del mismo nombre.
El servicio de pasajeros fue suspendido en 1938 y el trazado desmantelado en 1942. El edificio de la estación fue demolido recién en 1995.

## Ubicación
La entrada a la estación se encontraba en Irigoyen 2210, lugar donde se emplazaba el edificio principal. El terreno de la estación estaba delimitado por las calles Varela, Bruselas, Irigoyen y Melincué.

## Historia

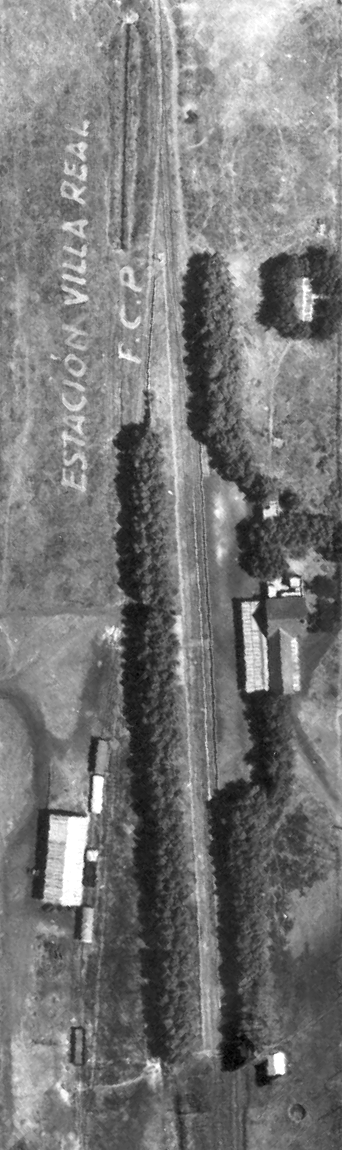
Vista aérea (1940)

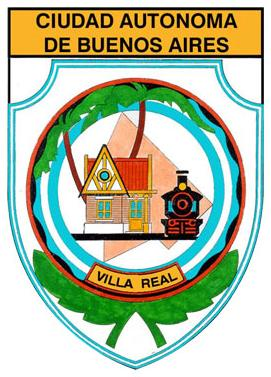
Escudo oficial del barrio

El crecimiento demográfico que experimentaba la ciudad de Buenos Aires a comienzos del siglo XX fue generando una rápida expansión de la misma hacia los suburbios y los descampados que la rodeaban. Frente a ello, en el año 1907 el Congreso sanciona la Ley de Ferrocarriles, que otorgaba importantes exenciones impositivas a las empresas que desarrollaran nuevos ramales ferroviarios.
En este contexto, el Ferrocarril Buenos Aires al Pacífico (B.A.P.) decide crear un ramal de enlace desde la estación Sáenz Peña de su red a la denominada Villa Luro del Ferrocarril Oeste (F.C.O.), rodeando para ello el despoblado pero creciente oeste de la ciudad.
Este ramal, cuya construcción fue autorizada el 10 de octubre de 1907, permitiría al B.A.P. obtener un acceso directo al Riachuelo mediante las vías del F.C.O., por lo que el servicio sería tanto de carga como de pasajeros.
El servicio contaría, entre las cabeceras, con tres apeaderos y una importante estación intermedia en el kilómetro 3,16. El 8 de marzo de 1909 se decidió que la estación llevaría el nombre de "Villa Real" y el 16 de septiembre de ese año corrió el primer tren.
Una vez abierto el servicio, comenzaron a lotearse numerosas parcelas alrededor de la estación, dando origen al barrio de Villa Real. 
El servicio funcionó ininterrumpidamente durante casi tres décadas, hasta que en 1937 comienza a construirse la Avenida General Paz y Vialidad Nacional exhortó al B.A.P. a construir un puente ferroviario ya que no podían haber pasos a nivel en la traza de la nueva avenida. Con la actividad portuaria del Riachuelo en retroceso tras la apertura de Puerto Nuevo, la empresa consideró que el ramal ya no reportaba los beneficios como para justificar la obra y decidió clausurarlo en 1938 y desmantelar las vías en 1942.
Desde entonces, el terreno de la estación fue ocupado por la Corporación de Transportes de la Ciudad de Buenos Aires. Con el tiempo, se atrofiaron los andenes y se continuaron las calles cortadas por la estación, la cual quedó reducida a una manzana delimitada ahora por las calles Simbrón, Irigoyen, Tinogasta y Bruselas.
Durante los últimos años, el predio fue vallado y subutilizado para reparaciones menores, mientras el edificio histórico permanecía con escaso mantenimiento y crecían yuyos en el resto del terreno. 
Esto fue así hasta que el 25 de mayo de 1989 vecinos del barrio derrumbaron el cerco perimetral en reclamo de la restauración de la estación y de la creación de un parque en las manzanas que habían pertenecido a la estación y se encontraban abandonadas. 
Pese a la dura puja con las autoridades, el histórico edificio fue demolido en 1995 para construir un conjunto residencial cerrado. Sin embargo, en la manzana contigua se construyó una plaza, en la cual apenas sobrevive la sala del personal de cambios de la estación, y una palmera de la fachada trasladada al lugar.
Actualmente, el escudo del barrio de Villa Real consiste en la edificio de la estación y una locomotora a vapor del Ferrocarril Buenos Aires al Pacífico.

## Características
El edificio principal contaba con sala de señoras, de jefe, auxiliar, de espera, de encomiendas, baños, boletería y vivienda para el jefe. De estilo británico, se trataba de una construcción de material, con maderas y tejas sacomán. Era idéntica al edificio de la estación El Palomar, construido un año antes.
En cuanto al trazado, la vía única proveniente de Sáenz Peña poseía un desvío tras atravesar la calle Varela. Una vía viraba hacia la izquierda y luego se volvía a subdividir, permitiendo a la formación detenerse en el andén lateral (frente al edificio) o en el borde del andén central. 
El otro desvío se subdividía en dos vías frente a un galpón de carga, en donde se descargaban fardos de pasto para los caballos de los cuarteles de Ciudadela.
Existía espacio para agregar una nueva vía en el andén central, frente al galpón, pero nunca fue utilizado.

"Desde el andén de la estación se observa toda la metrópoli"
La Nación

## Galería

### Operativa

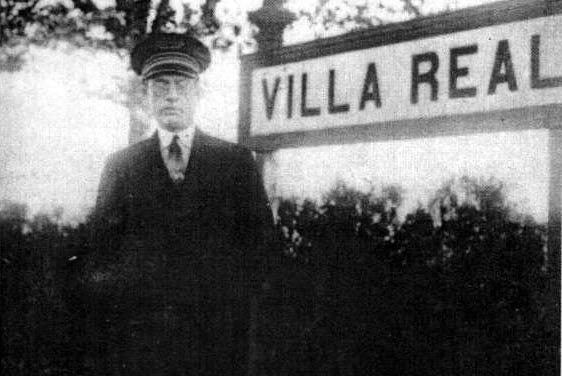
El Jefe de Estación y el nomenclador
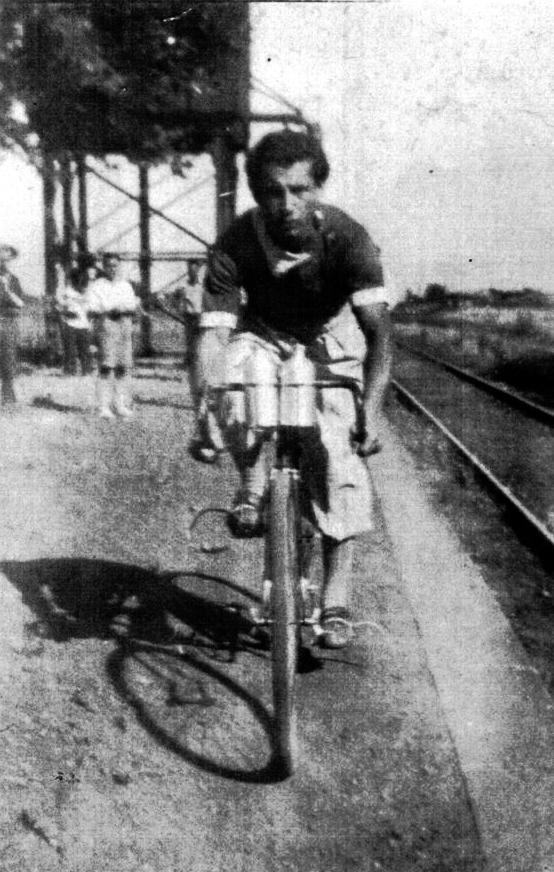
Vecino en bicicleta

### Clausurada

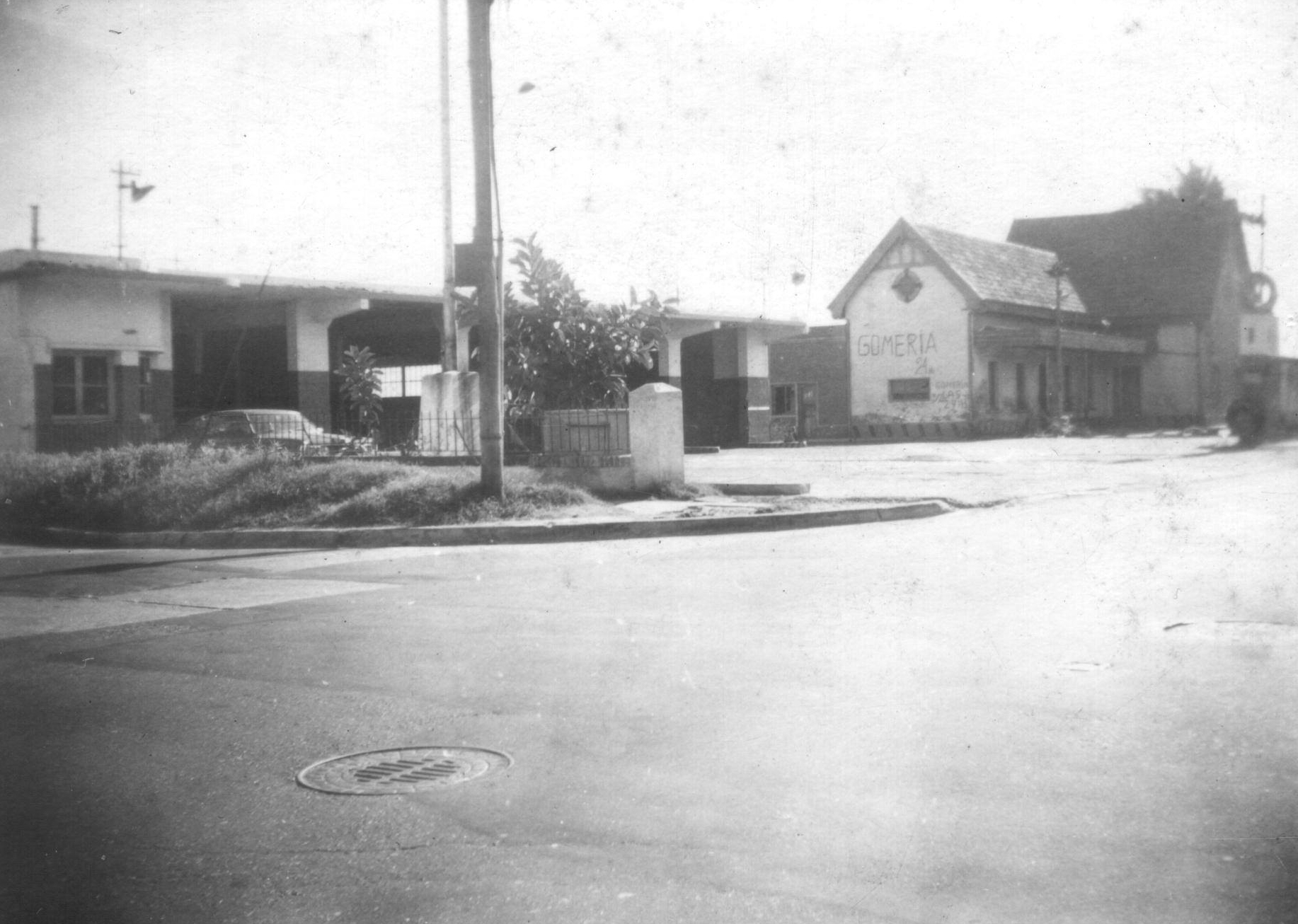
Fotografía desde la esquina de Tinogasta
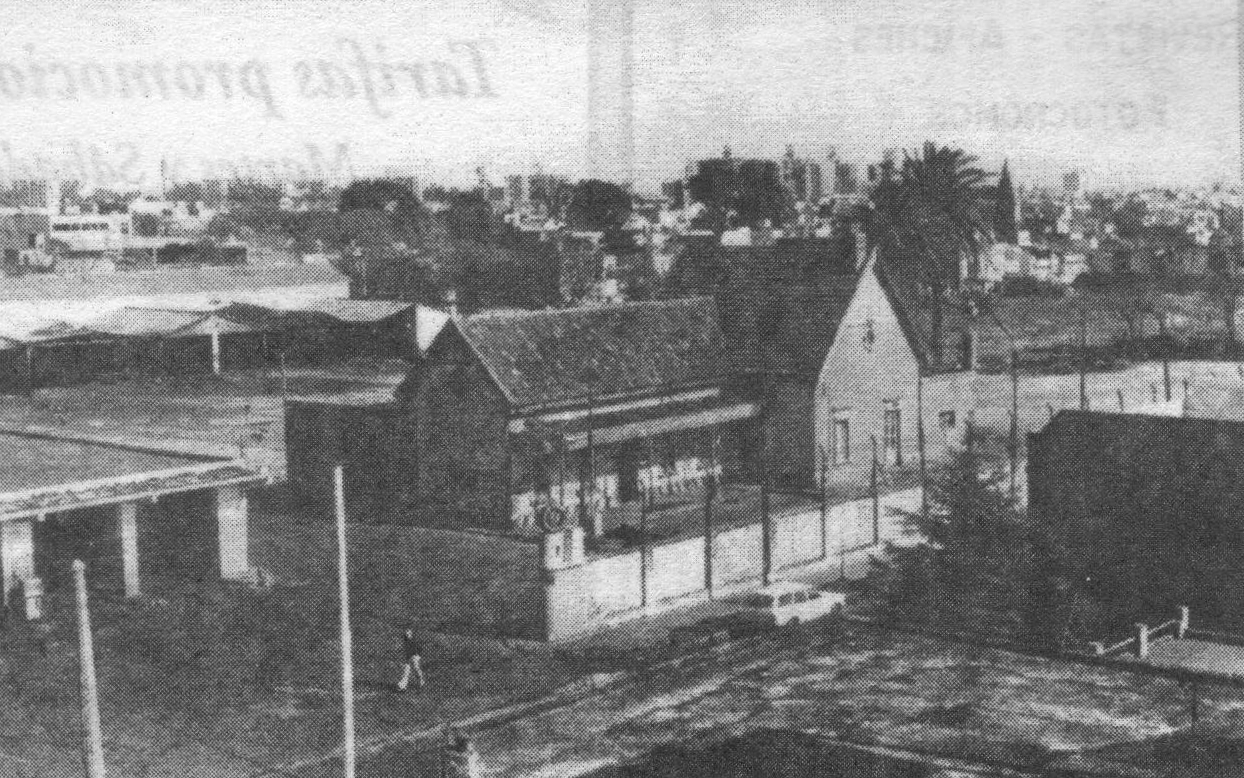
El edificio principal visto desde la altura
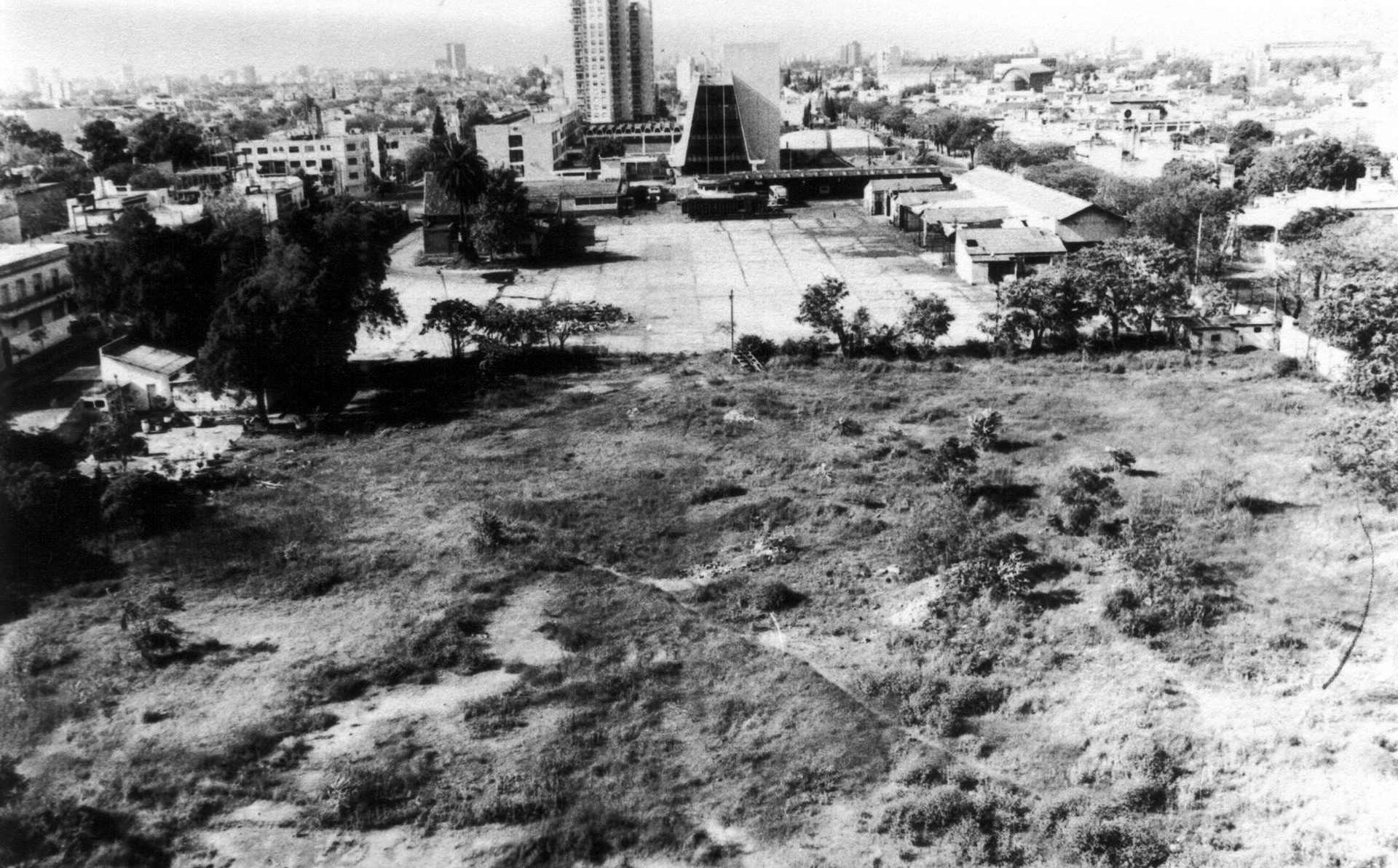
El predio hacia mediados de los años 1980
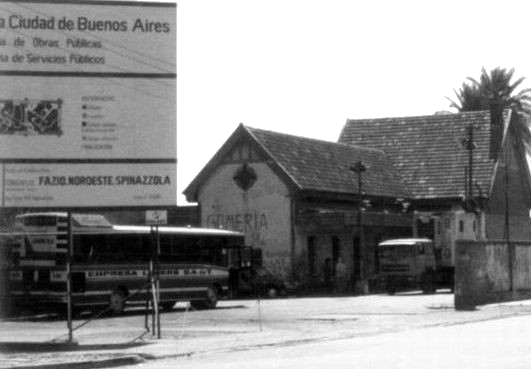
La estación utilizada como estacionamiento

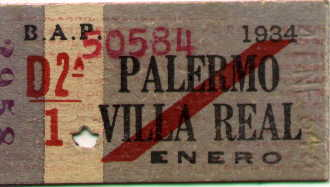
Boleto para viajar desde la estación Palermo
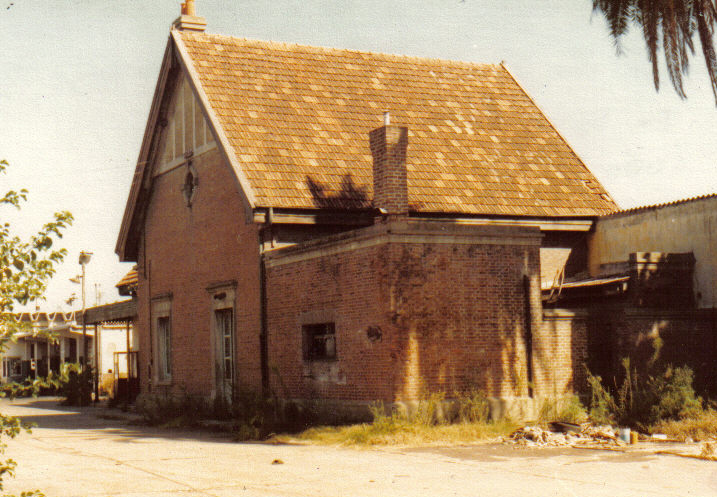
Fachada de la estación desde Irigoyen mirando a Villa Luro (1979)
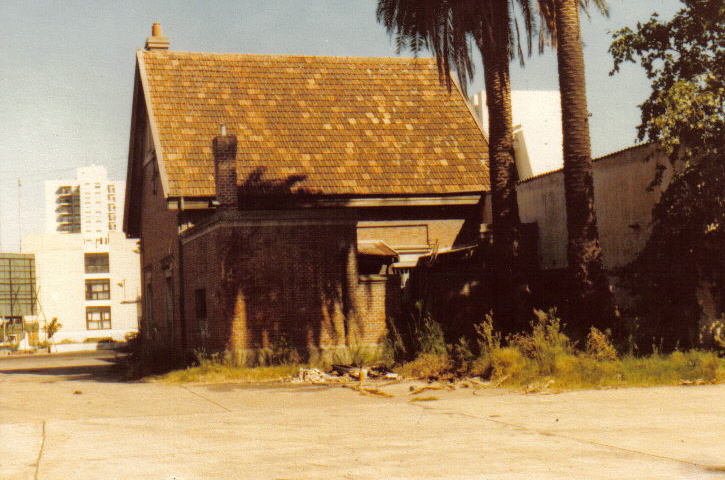
Otro ángulo desde Irigoyen mirando a Villa Luro (1979)
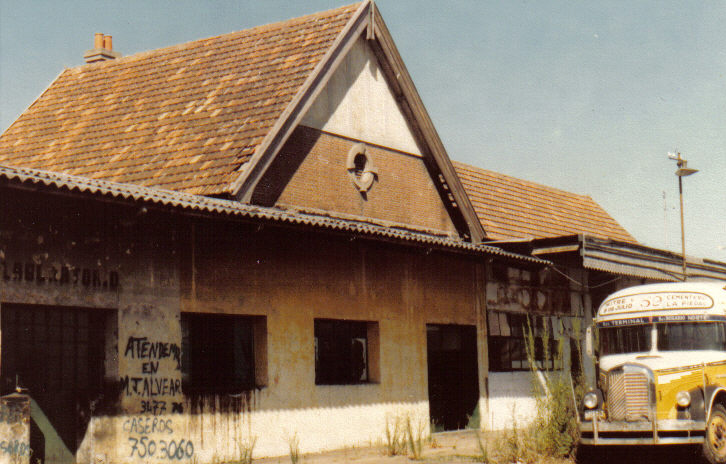
Zona donde se encontraba el andén (1979)